# Kontinuum geograficzne
Kontinuum geograficzne – określone właściwości środowiska przyrodniczego, które polegają na tym, iż w żadnym miejscu na kuli ziemskiej nie ma identycznego obszaru przyrodniczego. Środowisko przyrodnicze jest zmienne w zależności od miejsca, w którym się znajdujemy.